# Ekotoksykologia

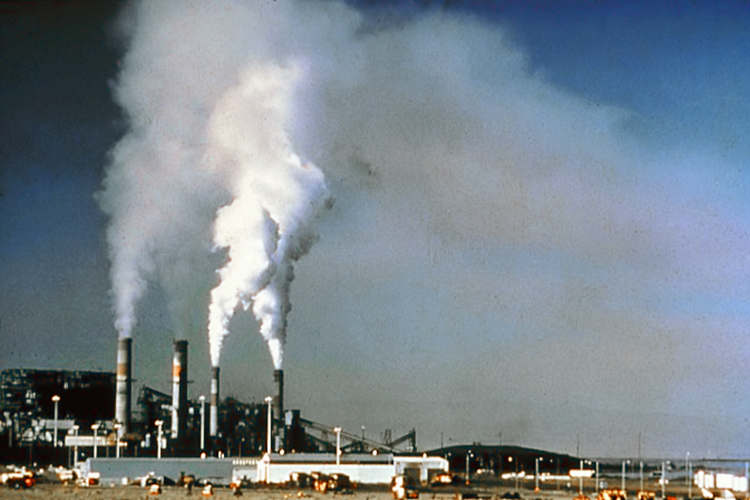
Elektrownia, północno-zachodni róg Nowego Meksyku. Zdjęcie wykonano przed instalacją urządzeń kontrolujących emisję w celu usuwania dwutlenku siarki i cząstek stałych.

Ekotoksykologia – dziedzina toksykologii, której przedmiotem jest wpływ ksenobiotyków na biotyczne składowe ekosystemów. Zajmuje się głównie zanieczyszczeniami środowiska w wyniku działalności człowieka.